# サン＝ペドロ州
サン＝ペドロ州（サン＝ペドロしゅう、Région de San-Pédro）はコートジボワール共和国南西部の低サッサンドラ地方南西部の州。
州都はサン＝ペドロ。
2014年の人口は約82.7万人。

## 地理
- 北：カヴァリィ州
- 北東：ナワ州
- 東：グボケレ州
- 南：大西洋
- 西：リベリア共和国

## 行政区画
- San-Pédro
- Tabou